# Epacris breviflora
Epacris breviflora är en ljungväxtart som beskrevs av Otto Stapf. Epacris breviflora ingår i släktet Epacris och familjen ljungväxter. Inga underarter finns listade i Catalogue of Life.